# 東荷馬 (紐約州)
東荷馬（英語：East Homer）是位於美國紐約州科特蘭縣的非建制地區。

## 歷史
東荷馬的郵局於1840年設立，其後於1995年停運。

## 地理
東荷馬所處的海拔為高於海平面347米（即1138英呎），而該地所採用的時區為UTC-5，即北美东部时区（EST）。同時該地設有夏令時間，為UTC-5調快一小時，即UTC-4（EDT）。